# Aurora (Iowa)
Aurora es una ciudad situada en el condado de Buchanan, en el estado de Iowa, Estados Unidos. Según el censo de 2000 tenía una población de 194 habitantes.

## Geografía
Según la Oficina del Censo de los Estados Unidos, la localidad tiene un área total de 1,48 km², la totalidad de los cuales corresponden a tierra firme.

## Demografía
Según el censo de 2000, había 194 personas, 78 hogares y 52 familias residiendo en la localidad. La densidad de población era de 130,70 hab./km². Había 88 viviendas con una densidad media de 59,6 viviendas/km². El 94,85% de los habitantes eran blancos, 0,52% amerindios y el 4,64% pertenecía a dos o más razas. El 8,24% de la población eran hispanos o latinos de cualquier raza.
Según el censo, de los 78 hogares, en el 33,3% había menores de 18 años, el 55,1% pertenecía a parejas casadas, el 11,5% tenía a una mujer como cabeza de familia, y el 32,1% no eran familias. El 29,5% de los hogares estaba compuesto por un único individuo, y el 16,7% pertenecía a alguien mayor de 65 años viviendo solo. El tamaño promedio de los hogares era de 2,49 personas, y el de las familias de 3,09.
La población estaba distribuida en un 28,4% de habitantes menores de 18 años, un 7,2% entre 18 y 24 años, un 26,3% de 25 a 44, un 21,6% de 45 a 64, y un 16,5% de 65 años o mayores. La media de edad era 37 años. Por cada 100 mujeres había 94,0 hombres. Por cada 100 mujeres de 18 años o más, había 104,4 hombres.
Los ingresos medios por hogar en la localidad eran de 38.750 dólares ($), y los ingresos medios por familia eran 42.188 $. Los hombres tenían unos ingresos medios de 25.000 $ frente a los 22.500 $ para las mujeres. La renta per cápita para la ciudad era de 16.254 $. El 19,5% de la población y el 15,8% de las familias estaban por debajo del umbral de pobreza. El 28,8% de los menores de 18 años y el 13,3% de los habitantes de 65 años o más vivían por debajo del umbral de pobreza.